# Xixuthrus solomonensis
Xixuthrus solomonensis es una especie de escarabajo longicornio del género Xixuthrus, categorizada en la tribu Macrotomini, de la subfamilia Prioninae. Fue descrita por Marazzi & Marazzi en 2006.

## Descripción
Mide 65-80 mm de longitud.

## Distribución
Se distribuye por Islas Salomón y Papúa Nueva Guinea.